# 調布浄水場
調布浄水場（ちょうふじょうすいじょう、英称：Chōfu Purification Plant）は、東京都大田区田園調布にあった東京都水道局の浄水場である。廃止当時の正式部署名は「東京都水道局玉川浄水管理事務所調布浄水場」であった。
現在の跡地は多摩川台公園の中で浄水場であったことを残すため、ろ過池・沈殿池をなるべくそのままの形で水生植物園・植物園に転用し、地下貯水場は水生植物園への貯水に利用しており、当時の姿が偲ばれる。

## 概要
荏原水道組合の浄水場として竣工した。原水は多摩川の伏流水を取水して砂ろ過のうえ、ろ過水は大田区の一部に送水していた。

## 沿革
- 1918年2月15日 - 荏原水道組合買収多摩川水道株式会社創立。
- 1935年3月23日 - 東京市が買収。
- 1936年2月 - 丸子橋の上流側に調布取水堰が完成（塩水くさび対策を兼ねる）[1]。
- 1967年7月15日 - 廃止。
- 1980年7月25日 - 浄水場跡地を大田区に売却。

## 特徴
普通沈殿池
総容量2,888m3、1池の有効容量1,000m3、総水深1.240m、有効水深3.030mで2池あった。沈殿時間は16時間を要し、沈殿した汚泥は希釈して多摩川に掻寄放流していた。
緩速ろ過池
総面積414m2、1池の有効面積206m2、水深2.580mm、標準ろ速3.64m/日で2池あった。
配水池
総容量530m3、有効容量242m3、総水深3.330m、有効水深3.030mで2池あった。
高架水槽
総容量111.36m3、有効容量110.00m3、総水深6.934m、有効水深6.325m、総高24.534mで1基あった。
配水ポンプ
揚水量1.5-1.7 m3/min、揚程38-42.7m、電動機出力18.6 kW（25馬力）の電直横軸2段渦巻ポンプ1台及び電直横軸2段タービンポンプ2台を用いている。ポンプは酉島製作所及び荏原製作所が製造、電動機は明電舎が製造した。
塩素滅菌設備
水道機工が製造したOHS型湿式で、最大注入能力0.3-1.0kg/hの塩素滅菌機を3台用いた。

## アクセス方法
- 鉄道
  - 東急電鉄東横線・目黒線・東急多摩川線多摩川駅下車。徒歩5分。多摩川台公園内。

## 周辺施設
- 多摩川浅間神社 - 東横線を挟んで向かい側にある。
- 巨人軍多摩川グラウンド - 多摩川台公園の隣、多摩川河川敷にある。
- 調布取水堰 - 調布浄水場への水を取水していた。